# Критерий за устойчивост на Найкуист
Критерият за устойчивост на Найкуист (или Найквист, англ. Nyquist, рус. Найквист) е един от графичните начини да се прецени устойчивостта на затворена система за управление по амплитудно-фазовата честотна характеристика (АФЧХ) на нейното отворено състояние. Това е един от честотните критерии за устойчивост, заедно с критериите на Михайлов и Боде. Среща се още и обединен с първия от тях под името Критерий за устойчивост на Найквист – Михайлов, най-вече в рускоезичната литература. В западноезичната литература е наричан още Критерий за устойчивост на Стрекер – Найкуист. Критерият е открит и различно формулиран в началото на 30-те години на XX век от независимо работещи учени: през 1930 г. от немския електроинженер Феликс Стрекер в Сименс и през 1932 г. от шведско-американския електроинженер Хари Найкуист от телефонни лаборатории „Бел“ и руския учен и електроинженер Александър Михайлов. Оценява се преминаването на графиката (ходографа) на АФЧХ спрямо точка {\displaystyle (-1;j0)} от абсцисната ос. По този критерий е много лесно да се оцени устойчивостта, без да е необходимо да се изчисляват корените на предавателната функция на затворената система за автоматично управление (САУ).

## Условие за устойчивост
Предавателната функция на затворена динамична система за автоматично управление (САУ) може да бъде представена във вид на дроб
{\displaystyle \ \Phi (p)={\frac {N(p)}{D(p)}}},
където {\displaystyle \ p=j\omega }, {\displaystyle \ \omega } е кръговата честота. Корените на уравнението на числителя {\displaystyle \ N(p)=0} се наричат нули, а корените на уравнението на знаменателя {\displaystyle \ D(p)=0} – полюси. Устойчивост на системата се достига, когато всичките полюси на предавателната функция {\displaystyle \ \Phi (p)} са в лявата полуравнина {\displaystyle \ s}, т.е. с отрицателна реална част. Не трябва да има полюси в дясната полуравнина. Ако предавателната функция {\displaystyle \ \Phi (p)} се получава чрез затваряне на отрицателна обратна връзка на отворена система с предавателна функция
{\displaystyle \ W(p)={\frac {A(p)}{B(p)}}}, тогава {\displaystyle \ N(p)=W(p)},
{\displaystyle \ D(p)=W^{*}(p)={1+W(p)}} и
{\displaystyle \ \Phi (p)={\frac {W(p)}{1+W(p)}}}
и полюсите на предавателната функция на затворената система са корени на уравнението {\displaystyle \ 1+W(p)=0}, наречено характеристично уравнение на системата.

## Формулировки на критерия

### Обща формулировка
| „ | Нека {\displaystyle \Gamma _{p}\ } е затворен контур в комплексната равнина, получен от ходографа при изменение на честотата от 0 до ∞, {\displaystyle \ z} е броят на полюсите на {\displaystyle \ W(p)}, оградени от контура {\displaystyle \Gamma _{p}\ } и {\displaystyle \ n} е броят на нулите на {\displaystyle \ W(p)} [т.е. броят на полюсите на {\displaystyle \ \Phi (p)}], оградени от {\displaystyle \Gamma _{p}\ }. За да бъде устойчива затворената система, трябва полученият контур {\displaystyle \Gamma _{W(p)}\ } в равнината {\displaystyle \ W(p)} да огражда по часовниковата стрелка {\displaystyle \ s=n-z} пъти точката с координати {\displaystyle \ (-1;j0)}. | “ |

Контурът се нарича ходограф на Найкуист. На фигурите ходографът започва от точката с нулева честота вдясно на абсцисната ос и с увеличаване на честотата се описва спираловидно към началото на координатната система. Очевидно е, че той ще огражда точката {\displaystyle \ (-1;j0)} поне един път само ако {\displaystyle \ n>z}, т. е. ако нулите са повече от полюсите. Ако полиномите {\displaystyle \ N(p)} и {\displaystyle \ D(p)} на предавателната функция {\displaystyle \ \Phi (p)} са такива, че при решаване на уравненията {\displaystyle \ N(p)=0} и {\displaystyle \ D(p)=0} се установи, че нулите не са повече от полюсите {\displaystyle \ n} ≤ {\displaystyle \ z}, {\displaystyle \ s} ≤ {\displaystyle 0}, тогава затворената система ще бъде устойчива ако ходографът не огражда точката {\displaystyle \ (-1;j0)}.

### Устойчива отворена статична САУ
| „ | Затворената САУ е устойчива, ако при изменение на честотата от 0 до ∞ ходографът на характеристичния вектор на отворената система {\displaystyle \ W(p)} не обхваща точката {\displaystyle \ (-1;j0)}. Ако ходографът минава вляво от точката {\displaystyle \ (-1;j0)}, системата е неустойчива, а ако минава през нея, системата е на границата на устойчивост. | “ |

#### Следствие
Затворената САУ е устойчива, ако при изменение на честотата от 0 до ∞ сумарният ъгъл на завъртане на вектора {\displaystyle \ W^{*}(p)=1+W(p)} е равен на нула.

### Устойчива отворена астатична САУ
В този случай предавателната функция на отворената система може да бъде представена в следния вид:
{\displaystyle \ W(p)={\frac {K.W_{1}(p)}{p^{v}}}},
където {\displaystyle \ v} е броят на интегриращите звена (ред на астатизъм на системата);

{\displaystyle \ W_{1}(p)} – предавателна функция на едно звено.
За вектора на амплитудно-фазовата честотна характеристика при {\displaystyle \ p=j\omega } и {\displaystyle \ \omega =0} се получава
{\displaystyle \ W(j.0)={\frac {K.W_{1}(j.0)}{j^{v}.0^{v}}}={\frac {K.W_{1}(j.0)}{0}}=} ∞,
Следователно, за разлика от статичните САУ, за които при ω=0 съответства точка от ходографа на W(jω) върху реалната ос, ходографът на W(jω) на астатичните САУ при ω=0 остава незатворена линия, което не дава възможност за точно определяне на изменението на аргумента на W*(jω) при изменение на честотата от 0 до ∞ и възпрепятства анализа на устойчивостта на затворените системи, когато отворените системи са астатични. Това се дължи на факта, че астатичната система има {\displaystyle \ v} нулеви корени на характеристичното си уравнение.
За да се получи затворена крива на астатичната САУ, на практика се постъпва по следния начин:
 С дъга с безкрайно голям радиус се свързват началният участък на ходографа W(jω) /при ω=0/ и реалната положителна полуос на комплексната равнина. Пресечната точка на дъгата с реалната положителна полуравнина се разглежда като фиктивна точка ω=0 и се приема за начало на ходографа W(jω), откъдето започва измерването на изменението на аргумента на W*(jω) при изменение на честотата ω от 0 до ∞ за анализа на устойчивостта на затворените системи.
При такова допълнение на ходографа W(jω) на отворената астатичната система разглежданият критерий на Найквист за отворени статични САУ остава валиден за отворени астатични САУ. 

### Неустойчива отворена САУ
Отворените САУ по принцип са устойчиви. Те могат да бъдат неустойчиви, само когато съдържат неустойчиви звена или елементи, обхванати с положителна обратна връзка. След затваряне на системата с отрицателна обратна връзка, при определени условия тя може да стане устойчива.
| „ | Затворената система ще бъде устойчива, ако при изменение на честотата ω от 0 до ∞ сумарният ъгъл на завъртане φ* на вектора {\displaystyle \ W^{*}(j\omega )} против часовниковата стрелка е равен на {\displaystyle \ l\pi }, където {\displaystyle \ l} е броят на положителните корени на характеристичното уравнение на отворената система. | “ |

Този критерий може да се формулира в по-удобна форма за практическо използване. Затова се въвежда правило за знаците на преходите: преминаването на ходографа W(jω) през реалната ос отгоре надолу се смята за положително, а отгоре надолу – за отрицателно. Така може да се формулира критерият за устойчивост по следния начин:
| „ | Затворената САУ ще бъде устойчива, ако разликата между положителните и отрицателните преходи на ходографа {\displaystyle \ W(j\omega )} на отворената система през участъка (– ∞; -1) на реалната ос е равна на {\displaystyle \ l/2}, където {\displaystyle \ l} е броят на положителните корени на характеристичното уравнение на отворената система. | “ |